# Xã Pilgrim, Quận Dade, Missouri
Xã Pilgrim (tiếng Anh: Pilgrim Township) là một xã thuộc quận Dade, tiểu bang Missouri, Hoa Kỳ. Năm 2010, dân số của xã này là 132 người.